# 錦川

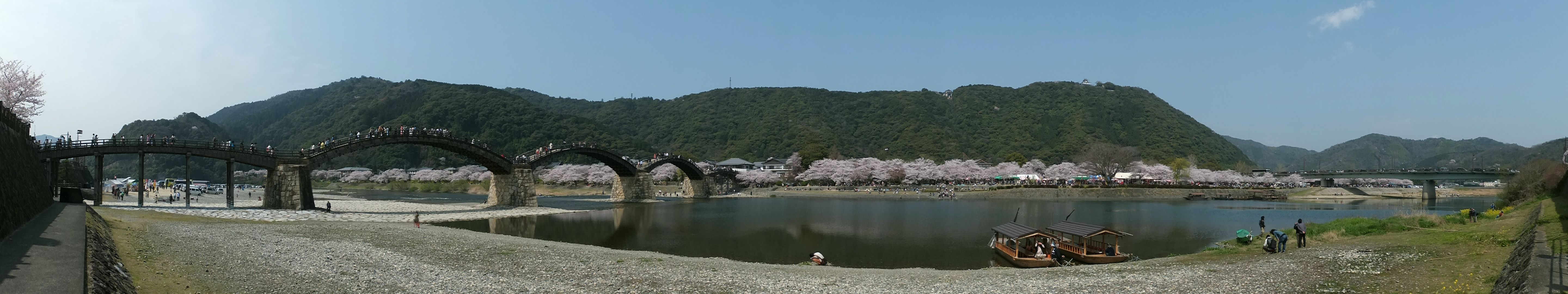
錦帯橋（左側）と錦川

錦川（にしきがわ）は、山口県内を流れる二級水系錦川の本流。支川を含めた法河川延長は331.8km、流域面積は884.2km2でともに山口県内では一番の大河でもある。

## 地理
錦川は、山口県の北東部、周南市（旧都濃郡鹿野町）を水源としている。南東に流下した後、菅野ダム付近で北東に大きく蛇行し、岩国市（旧玖珂郡錦町）に流れ込んだ後、支流の宇佐川と合流して再び南東に大きく蛇行し、岩国市内（旧玖珂郡美川町、旧岩国市）を経て瀬戸内海に注ぐ。河口にほど近い川下地区（岩国市楠町一丁目）先にて東に直進する今津川と、右に折れて南下する門前川に分流し、河口部で三角州を形成している。
錦川流域の特異な地形として河川争奪地形を挙げることができるが、これは宇佐川支川の深谷川の下刻作用によってかつて高津川水系であった流域が、錦川流域に取り込まれたもので、老年期山地である西中国山地付近においては他水系にも数箇所存在することが知られている。

## 治水
錦川流域の玖珂郡は、1951年10月のルース台風により死者・行方不明者309人、重軽傷者1228人、家屋流出1159戸、道路決壊1507カ所、橋流出587カ所、堤防決壊1263カ所の被害を出した。このため治水工事が盛んに行われることとなった。
上流部となる周南市内では菅野ダム・向道ダムが建設されており、主に発電や周南市南部への生活用水・工業用水の供給が行われているが、菅野ダムでは下流域の洪水対策のために洪水調節も行っている。
岩国市美川町で合流する支流の生見川には生見川ダムが存在し、工業用水の供給や洪水調節の役割などを担っている。また、岩国市錦町においては平瀬ダムが建設中であるが、完成の暁には本ダムは流域内最大の治水容量を有することになり、下流地域の洪水被害の軽減に大いに資するものと期待されている。

## 支流
- 宇佐川
- 生見川
- 御庄川
- 今津川
- 門前川

## 橋梁
- 錦帯橋
- 新寿橋、門前橋（岩国市内の今津川、門前川にそれぞれ架かる。共に国道188号）
- 今津川橋、門前川橋（岩国市内の今津川、門前川にそれぞれ架かる。共に岩国南バイパス）
- 錦橋（岩国市杭名／保木の国道2号。国道187号との分岐部に架かる）
- 出合橋（岩国市錦町、宇佐川上の錦川本流との合流地点付近の国道434号。国道187号との分岐部に架かる）
- 渡瀬橋（周南市内の菅野湖（菅野ダムのダム湖）に架かる。国道434号）

## 文化
- 毎年6月から9月にかけて、錦帯橋周辺で鵜飼が行われている。[3]
- 伏流水の硬度が非常に低く、日本酒の仕込み水として利用されている。

## 舟運
かつて中流域の錦川町には大きな道路が無く、舟運が盛んに行われた。舟運は1963年に岩日線（現:錦川鉄道錦川清流線）が開業すると姿を消した。

## 環境汚染
1970年5月21日、美川町河山の日本鉱業河山鉱業所の廃鉱から汚泥1000立方メートルが流出。錦川に流れ込んだため、下流の岩国市上水道の取水が一時的に停止された。